# Muhammad II ibn Hisham
Muhammad II (al-Mahdi bi-llah) ibn Hisham in arabo المهدي بالله محمد بن هشام‎? (Cordova, 980 circa – Cordova, 23 luglio 1010) fu il quarto califfo omayyade del Califfato di Cordova per due volte tra il 1008 e il 1010.

## Origine
Figlio di Hisham ibn Abd al-Jabbar e di una concubina, di nome Mouzna, come riporta la Histoire des Almohades / d'Abd el- Wâh'id Merrâkechi.

Hisham ibn Abd al-Jabbar era figlio di Abd al-Jabbar, a sua volta figlio dell'emiro omayyade ʿAbd al-Raḥmān III ibn Muḥammad, primo califfo omayyade del Califfato di Cordova, come confermano sia la Real Academia de la Historia, che La web de las biografias.

## Biografia
Suo padre, Hisham ibn Abd al-Jabbar, nel 1006, aveva preso parte ad una congiura che avrebbe dovuto proclamarlo califfo, dopo aver spodestato Hisham II, ma, scoperto, in quello stesso anno era stato fatto giustiziare da Abd al-Malik al-Muzaffar, responsabile militare e politico del Califfato di Cordova, dal 1002. 
Nel 1008, approfittando del fatto che l'uomo forte del califfato, Abd al-Rahman Sanchuelo, era impegnato in una campagna militare in León contro il re Alfonso V, una rivoluzione spodestò il califfo Hishām II ibn al-Ḥakam e pose sul trono un altro omayyade, Muḥammad II (al-Mahdī) ibn Hishām, che adottò il titolo (laqab) di al-Mahdī bi-llāh (il ben guidato da Dio). Al rientro a Cordova di Sanchuelo lo fece imprigionare e, nonostante quest'ultimo implorasse il perdono, lo fece mettere a morte il 4 marzo del 1009, come riporta lo storico Rafael Altamira; secondo Abd el-Wahid Merrakechi, Abd al-Rahman Sanchuelo fu ucciso e poi crocifisso dai suoi stessi soldati.

Hishām II, invece fu tenuto segretamente in prigione. Poco dopo, per aver dato per morto il suo predecessore Hishām II (che, al contrario, era ancora in vita), perse l'appoggio dei berberi che proclamarono califfo un altro omayyade, anche lui di nome Hishām, che però, sempre, nel 1009, fu sconfitto ed ucciso da al-Mahdī.
I berberi allora si riorganizzarono sotto la guida di Hishām, padre dell'aspirante califfo, Sulaymān b. al-Ḥakam, "al-Mustaʿīn", che, alleatosi ai Castigliani, ebbe la meglio su al-Mahdī nella battaglia di Cantich, del primo novembre 1009. al-Mustaʿīn riconobbe Hishām II califfo, ma, subito dopo, lo costrinse ad abdicare in suo favore. 
Nel 1010 al-Mahdī, che nel frattempo si era rifugiato a Toledo, alleatosi ai conti di Barcellona, Raimondo Borrell III e d'Urgell, Ermengol I, nel maggio di quello stesso anno, sconfisse Sulaymān nei pressi della città e riconquistò Cordova, che fu messa a sacco dai Catalani. 

Al-Mahdī era califfo per la seconda volta, ma i suoi mercenari detti gli schiavi (provenienti da mezza Europa), gli si rivoltarono contro e lo assassinarono e nel mese di luglio 1010 riportarono per la terza volta sul trono Hishām II.

## Famiglia
Di Muhammad II non si conosce il nome di eventuali mogli e concubine, ma si conosce il nome di un figlio:
- Obeyd Allah, che, partecipò ad una rivolta a Toledo, ma fu catturato e messo a morte[9].

### Fonti primarie
- (FR)  Histoire des Almohades / d'Abd el- Wâh'id Merrâkechi

### Letteratura storiografica
- Rafael Altamira, "Il califfato occidentale", in: «Storia del mondo medievale», Cambridge History of Middle Age, vol. II, 1999, pp. 477–515.